# Vilma (Miskolczy) Vukelić
Vilma (Miskolczy) Vukelić, hrvatska književnica (Osijek, 8. II. 1880. –  20. III. 1956.). Podrijetlom je iz mađarsko-židovske obitelji doseljene u Osijek. Bila je pripovjedačica u maniri realistične proze. Školovala se u Beču. U osječkom listu Die Drau (Drava) 1896. piše feljtone, prevodi hrvatske pjesnike na njemački. Udaje se za književnika Milivoja Vukelića. Živi u Budimpešti i Pečuhu, a od 1923. u Zagrebu. Na njemačkom je napisala sedam djela, koja su većinom ostala u rukopisu. Za života joj je objavljen roman o Židovima u Mađarskoj uoči I. svjetskog rata – Ljudi bez domovine (Die Heimatlosen, 1923.). U rukopisu su ostali roman o ratnoj 1941. u Zagrebu Okruženje (Der Kreis, datiran 1947.), o političkim previranjima u Hrvatskoj 1913. – 1921. Sjetva (Aussaat, 1950.), odgojni roman međuratnog Zagreba Čovjek na mostu (Der Mann auf der Brücke, 1955.) te Dvanaestorica za stolom (Zwölf um den Tisch, 1955.), o političkim izbjeglicama u Parizu. Na hrvatski su joj 1994. prevedeni memoari Tragovi prošlosti (Spuren der Vergangenheit, oko 1948.), u kojem autoreferencijalno opisuje srednjoeuropski prostor vlastitog odrastanja, te 1997. kronika U stiješnjenim granicama (In engen Grenzen, 1951.), u kojoj prikazuje osječki građanski stalež.

## Životopis
Vilma Vukelić, prije udaje je nosila obiteljsko prezime Miskolczy. Rodila se u Osijeku, a povijest ju pamti kao vodeću hrvatsku književnicu koja je stvarala na njemačkom jeziku, romansijerku i književnu kritičarku tadašnjeg Osijeka. Rođena je u obitelji osječkog ekonomista Juliusa Miskolczyja, predsjednika Trgovačko obrtničke komore. Imala je i židovsko ime – Frumet – koje na hebrejskom znači pravičnost.
U Osijeku je završila osnovnu i Višu djevojačku školu. Obrazovanje je nastavila u Beču, od 1893. do 1895. godine. Maturirala je tek 13 godina kasnije, u Rijeci. Svoj prvi feljton objavit će 1897. godine u časopisu Die Drau (Drava). 1902. godine. Vilma se potom udala za Milivoja Vukelića, vojnog časnika i književnika koji je stvarao pod pseudonimom Milkan Lovinac. U braku s Milivojem Vilma će roditi četvero djece. 1903. godine sa suprugom je preselila u Zagreb. Iako majka i supruga, Vilma je uspjela upisati studij kemije na Prirodoslovnom fakultetu u Münchenu 1911. godine, no zbog Prvog svjetskog rata studij nikad nije završila. 1923. objavljena joj je knjiga Die Heimatlosen (Ljudi bez domovine), kronika o životu židovske etničke zajednice u Mađarskoj u desetljeću prije Prvog svjetskog rata. Roman je hvaljen u časopisu zagrebačke židovske mladeži Gideon. Od 1933. do 1937. godine živjela je i stvarala u Parizu, a nakon toga se ponovno vratila u Zagreb.
Napisala je brojna djela koja joj nisu objavljena, a na hrvatski jezik prevedena joj je memoarska proza Tragovi prošlosti i U stiješnjenim granicama, kronika Osijeka u vrijeme vladavine Khuena Hedervarija. Suvremenici i analitičari njezinog života i djela, Vilmu Vukelić opisuju kao lijevo orijentiranu intelektualku, koja se zanimala za socijalnu građansku podvojenost. Djelo joj se po književnoj zrelosti i dokumentarnoj širini može usporediti s istaknutim memoarskim spisima u Srednjoj Europi. Smatra se da je djelom Tragovi prošlosti postala osječki Stefan Zweig.
Osim pisanjem bavila se i prevođenjem s hrvatskog na njemački jezik: djela Bogovića, Badalića, Šenoe, Arnolda, Kranjčevića, Begovića i drugih autora u njezinom prijevodu objavljivana su u nedjeljnom izdanju Drave, te povremeno u Agramer Tagblattu i Agramer Zeitungu. Prijevodi iz Drave kasnije su objedinjeni u zbirci Cvjetovi iz hrvatskog pjesničkog gaja.
Pored pisanja, bila je talentirana umjetnica, slikarica. U mladosti je učila od Adolfa Waldingera, poznatog osječkog slikara. Neobjavljena rukopisna i slikarska ostavština Vilme Vukelić čuva se danas u Državnom arhivu u Zagrebu, unutar obiteljskog fonda Vukelić- Miskolczy. Tu je sačuvan i njen crtaći blok koji sadrži crteže tušem i olovkom, akvarele i studije u boji. Njeno slikarstvo odlikuje idejom plein aira, slika rađenih u punom svjetlu i na otvorenom prostoru. Zadnje godine (zbog tromboze) provodi u svojoj sobi u kojoj je pisala do samog kraja. Umrla je u ožujku 1956. godine, u 76. godini života, a sahranjena je na zagrebačkom groblju Mirogoj.
Otkrivanjem prigodne spomen-ploče u srpnju 2017., u ulici Lorenza Jägera, ime Vilme Vukelić, postalo je vidljivim dijelom osječkog javnog prostora.

## Izabrana bibliografija
Tragovi prošlosti : (memoari) / Vilma Vukelić, prvo izdanje, Zagreb : Nakladni zavod Matice hrvatske, 1994.
U stiješnjenim granicama / Vilma Vukelić ; (prijevod Vlado Obad), Osijek : Matica hrvatska, 1997.
Tragovi prošlosti : memoari / Vilma Vukelić ; drugo izdanje, [prema tiposkriptu redigirao, s njemačkoga preveo i komentarima popratio Vlado Obad], Zagreb : Nakladni zavod Matice hrvatske, 2003.